# Soundtrack to Your Escape
Soundtrack to Your Escape ist das siebte Studioalbum der schwedischen Metalband In Flames, das im März 2004 erschien.

## Entstehung und Veröffentlichung
Im Mai 2003 begann die Band mit der Vorproduktion des Albums. In einem Zeitraum von zwei Wochen nahm In Flames elf Demoaufnahmen auf. Diese zwei Wochen wurden von der Band als „The Tuborg Sessions“ bezeichnet. Hierbei bezog sich die Band auf die gleichnamige Biermarke. Für die eigentlichen Aufnahmen mietete sich die Band ein altes Haus in der Nähe von Fredrikshamn (Dänemark), wo bis auf das Schlagzeug alle Instrumente und der Gesang aufgenommen wurden. Die Aufnahmen dauerten insgesamt etwa sieben Wochen. Schlagzeuger Daniel Svensson hatte zuvor seine Parts im Dug-Out Studio aufgenommen.
Geschrieben wurden alle Lieder gemeinsam von den In-Flames-Mitgliedern Anders Fridén, Björn Gelotte und Jesper Strömblad. Für die Produktion zeichnete, wie schon beim Vorgängeralbum Reroute to Remain, Daniel Bergstrand verantwortlich. Gemischt wurde das Album in den Galaxy Studios in Belgien von Daniel Bergstrand, Örjan Örnkloo und Anders Fridén. Björn Engelmann übernahm im Cutting Room das Mastering.
Die Erstveröffentlichung von Soundtrack to Your Escape erfolgte am 29. März 2004 bei Nuclear Blast. Das Album erschien in seiner Originalausführung als CD mit 13 Titeln (Katalognummer: 1231-0). Am 21. April 2014 erschien es zum 10-jährigen Jubiläum als LP-Ausführung bei Century Records (Katalognummer: 9984931). Am gleichen Tag erschien die CD-Ausführung als Deluxeversion mit vier Bonustiteln (Katalognummer: 9984938), darunter je zwei Liveaufnahmen und Remixe.

## Artwork
Das Coverartwork wurde vom Dark-Tranquillity-Gitarristen Niklas Sundin und seiner Firma Cabin Fever Media entworfen. Für die Lieder The Quiet Place, Touch of Red, Like You Better Dead und My Sweet Shadow wurden Musikvideos gedreht.

## Titelliste
1. F(r)iend – 3:27
2. The Quiet Place – 3:45
3. Dead Alone – 3:43
4. Touch of Red – 4:13
5. Like You Better Dead – 3:23
6. My Sweet Shadow – 4:39
7. Evil in a Closet – 4:02
8. In Search for I – 3:23
9. Borders and Shading – 4:22
10. Superhero of the Computer Rage – 4:01
11. Dial 595-Escape – 3:48
12. Bottled – 4:17
13. Discover Me Like Emptiness – 4:17

Deluxeversion (Bonustitel)
1. The Quiet Place (Live) – 3:31
2. The Quiet Place (Edit) – 	3:24
3. My Sweet Shadow (Remix) – 4:36
4. Värmlandsvisan (Live) – 1:45

## Singleauskopplungen
The Quiet Place erschien bereits am 1. März 2004 als Singleauskopplung. Diese erschien als CD-Maxi-Single mit einem Remix zu My Sweet Shadow, einer Liveversion zu Värmlandsvisan sowie dem Musikvideo zu The Quiet Place und einem Video zu den Studioarbeiten als B-Seite (Katalognummer: NB 1249-2). Der Videoclip zum Titellied wurde von Patric Ullaeus in Göteborg gedreht. Im Videoclip sieht man Sänger Anders Fridén, wie er ein Kino betritt, im Saal kurz vor Beginn der Vorführung einschläft und schließlich in seinem eigenen Kopf aufwacht. Mit The Quiet Place platzierte sich In Flames erstmals in den deutschen Singlecharts und erreichte Platz 91. In Schweden erreichte die Single gar Platz zwei.
An dem Blekinge Institute of Technology (Blekinge Tekniska Högskola) entstand außerdem im Rahmen eines Projektes für zukunftsorientiertes Entertainment ein Video für das Lied Like You Better Dead, welches von der Band anerkannt wird. 

## Rezensionen
Der deutsche Metal Hammer kürte das Album zum „Album des Monats“. Chefredakteur Thorsten Zahn bezeichnete Soundtrack to Your Escape als eine „Metal-Melodie für Millionen, bei der die Verfolger nicht schritt halten können“ und vergab mit sieben Punkten die Höchstnote. Für Tobias Blum vom Rock Hard ist Soundtrack to Your Escape ein „fantastisches Album, das zwar etwas Einarbeitung erfordert, dafür aber mit jeder Menge Substanz belohnt“. Allerdings bezeichnete der freie Mitarbeiter der Zeitschrift Wolf-Rüdiger Mühlmann in einem Interview mit Anders Fridén das Album als einen „Rückschritt in Richtung ‚typische‘ In Flames“ und kommentierte, er vermisse „die unglaublich starken Melodien und Hooks von Übersongs der Marke ‚System‘.“ Er zog daraus das Fazit, Soundtrack to Your Escape klinge damit „eher wie der nicht so starke Vorgänger des fantastischen Albums ‚Reroute...‘“.

## Chartplatzierungen
Soundtrack to Your Escape stieg in den deutschen Albumcharts auf Platz 28 ein und platzierte sich drei Wochen in den Top 100. In Österreich belegte das Album Platz 25. Im Heimatland der Band schaffte das Album den Sprung auf Platz drei. In den Vereinigten Staaten schaffte In Flames erstmals den Sprung in die Albumcharts und belegte Platz 145.
| ChartsChartplatzierungen       | Höchstplatzierung | Wochen |
| ------------------------------ | ----------------- | ------ |
| Deutschland (GfK)              | 28 (3 Wo.)        | 3      |
| Österreich (Ö3)                | 25 (5 Wo.)        | 5      |
| Schweden (GLF)                 | 3 (8 Wo.)         | 8      |
| Vereinigte Staaten (Billboard) | 145 (2 Wo.)       | 2      |